# Lesopoval
Lesopoval (russe : Лесопова́л, API lʲɪsəpɐˈvaɫ, qui signifie littéralement « abattage d'arbres » ou « camp de bûcherons » et symbolise les camps de travaux forcés de Sibérie) est un groupe russe formé en 1990 par Mikhail Tanich (en) et Sergey Korzhukov. Leur musique est dans le style de la chanson russe, qui est un style musical comprenant des chansons romantiques et des chansons criminelles basées sur des thématiques du monde criminel et populaires. Le héros de beaucoup des chansons de Lesopoval est souvent un criminel ou un ancien condamné, et les chansons contiennent de nombreuses références à la vie de personnes « marginalisées ». Les chansons racontent souvent de manière romantique la vie des criminels, beaucoup d’entre se déroulant dans des camps de travaux forcés et en prison.
Mikhail Tanich (en) a écrit les paroles de toutes les chansons interprétées par le groupe jusqu'à sa mort, le 17 avril 2008. En écrivant les paroles des chansons interprétées par Lesopoval, Mikhail Tanich s’est inspiré des six années qu’il a passées dans un camp de travail forcé en Union soviétique, au cours desquelles il se rapprocha et sympathisa avec beaucoup de criminels de tous les horizons. Au total, le groupe a publié au moins 19 albums, dont un après la mort de Mikhail Tanich. Jusqu'à sa mort en 1994, Sergey Korzhukov écrivait les mélodies musicales et interprétait la plupart des chansons. Après sa mort, d'autres artistes ont écrit et interprété les mélodies. Musicalement, la plupart des chansons comportent une guitare, une batterie, des accordéons et sont souvent interprétées avec des voix fortes.

## Histoire
Mikhail Tanich, cofondateur et auteur-compositeur principal de Lesopoval, est né le 15 septembre 1923 à Taganrog, en Russie. Il combattit durant la Seconde Guerre mondiale et pris part à la Bataille de Berlin et reçu l'Ordre de la Gloire 3e classe. En 1947, il est arrêté sur la base de fausses accusations, et condamné pour « agitation anti-soviétique » en raison de ses éloges sur la radio allemande Telefunken à l'Institut de génie civil de Rostov. Il a passé six ans dans les camps de travail soviétiques de 1947 à 1953 dans la ville sibérienne de Solikamsk. C'était le même camp de travail où son père avait été envoyé et exécuté. À la mort de Joseph Staline, Mikhail Tanich fut amnistié, et deviendra un poète russe.
Il a écrit de nombreux poèmes qui, après sa rencontre avec Sergey Korzhukov en 1990, deviendraient les chansons de Lesopoval. Les deux hommes se sont rencontrés alors que Mikhail Tanich cherchait un soliste pour chanter ses chansons. La femme de Mikhail Tanich lui avait recommandé Sergey Korzhukov. Sergey Korzhukov a transformé les poèmes en musique en incorporant une mélodie, des notes de musique et un accompagnement de guitare. Il a également chanté les premières chansons de Lesopoval. La raison pour laquelle ils ont appelé leur groupe musical Lesopoval s'explique par le fait que c'était le terme utilisé couramment pour désigner les camps de travaux forcés sibériens (Gulag). Ce groupe musical a été créé à partir de l'expérience de Tanich dans ces camps.
Ensemble, Mikhail Tanich et Sergey Korzhukov ont écrit les premières chansons de Lesopoval. En 1994, Sergey Korzhukov meurt âgé de 35 ans après avoir chuté de son balcon mais il figurait toujours en tant que coauteurs de toutes les chansons de l'album « Nouvelle Vie » de 1996 (Новый состав).
Après la mort de Sergey Korzhukov, de nombreux autres écrivains et chanteurs ont aidé à écrire la musique des chansons, notamment Aleksandr Fedorkov. En 2008, Mikhail Tanich décède à l'hôpital d'une maladie rénale. Jusqu'à sa mort, Mikhail Tanich a continué d'écrire les paroles de toutes les chansons de Lesopoval, y compris celles du dernier album « Notre Vie » (Наша Жизнь), produit et publié après sa mort. En son honneur, le groupe s'est produit au Kremlin pour commémorer sa mort.

## Style musical
La musique de Lesopoval accorde une grande importance au contenu lyrique, qui a tendance à être axé sur la liberté, les camps de travail, la vie criminelle et parfois d’autres thèmes tels que la paix et l’amour. Mikhail Tanich a déclaré que ses six années passées dans les camps de travail russes lui avaient donné un point de vue de toutes sortes de vies criminelles, et que son objectif était de trouver le bien chez toutes sortes de criminels. Mikhail Tanich était un prisonnier politique, mais il était parvenu à sympathiser avec beaucoup d'autres prisonniers qui servaient dans les camps, certains étant des innocents faussement accusés et d'autres des condamnés pour crimes mineurs. Il a déclaré que la chanson musicale « s'épanouissait sauvagement à l'époque soviétique quand le pays tout entier était dans des camps, alors que ces zones, ces fils barbelés, ces tours de garde avec leurs gardes et leurs mitraillettes, étaient partout ». Il a aussi ajouté qu'il sentait que tout le monde en Russie est en quelque sorte lié aux camps et à la vie criminelle.
Dans ses chansons, Mikhail Tanich aborde souvent des thèmes universels de la vie soviétique, en se concentrant sur des éléments criminels (les camps, les bus qui emmenaient les gens au camp, la vie des anciens détenus, etc.). Certaines de ses chansons traitent également de thèmes politiques de l’ère soviétique, souvent de manière humoristique. Par exemple, la chanson « Taxe » (Налог) met l'accent sur la taxe sur les sans enfant (littéralement), imposée pendant l'Union soviétique, qui était une taxe de 6% sur le salaire pour chaque adulte sans enfant (les hommes de 25 à 50 ans et les femmes mariées de 20 à 45 ans). Le héros de la chanson se plaint d'être obligé de payer cette taxe en prison, puisque les gardiens refusent de lui fournir une femme avec laquelle il pourrait se reproduire.
Les chansons incluent souvent de l'argot criminel, du jargon et des vulgarités, que le groupe juge nécessaires pour représenter avec précision la vie criminelle en Russie. Toutefois, des sources gouvernementales officielles ont dénoncé des groupes qui chantent dans le style de la Chanson russe. Vladimir Ustinov, ancien procureur général, l'a qualifiée de « propagande de la sous-culture criminelle ».
Musicalement, le groupe s’appuie sur le style de la musique barde russe, qui met en vedette une voix forte accompagnée d’un accompagnement de guitare. La musique mélange ces instruments plus traditionnels avec un accordéon, un synthétiseur et une batterie.

## Popularité
En raison du piratage en Russie, il est difficile de mesurer le nombre de disques vendus. De plus, le genre est généralement relégué aux émissions de fin de soirée à cause de la pression gouvernementale et n'est généralement pas diffusé à la radio, où la pop russe est plus populaire. Cependant, Lesopoval donne régulièrement des concerts et est l’un des groupes de chansons les plus populaires en Russie.
Le groupe a reçu des éloges et été salué par les critiques. Le site Web russe Pravda a fait un bilan positif de leurs récents concerts, et a déclaré que le premier tube du groupe « Je t'achèterai une maison » (Я куплю тебе дом) chanté par Sergey Korzhukov, reste leur chanson la plus populaire et la plus chantée.

## Discographie
- Я куплю тебе дом / Je t'achèterai une maison (1991)[2]
- Когда я приду / Quand je viens (1992)
- Воровской закон / Loi des voleurs (1993)
- Последний концерт с Сергеем Коржуковым / Le dernier concert avec Sergey Korzhukov (1994)
- Амнистия / Amnistie (1995)
- Новый состав / Nouvelle composition (1996)
- Королева Марго / Reine Margo (1996)
- 101-й километр / {{101e}} km (1998)
- Легенды русского шансона / Volume de la Chanson Russe (2000)
- Кормилец / Le Chargeur (2000)
- Личное свидание / Visite conjugale (2001)
- Я — оттуда / J'y suis (2002)
- Базара нет / Pas de Rumeur (2003)
- Свобода, блин! / Liberté, putain! (2004)
- Винторез / Le Fusil (2005)
- Улыбнись, Россия! / Souriez, Russie! (2006)
- Мама — улица / Maman - la Rue (2007)
- Наша жизнь / Notre vie (2008)
- Погляди мне в глаза / Regarde moi dans les yeux (2010)
- Цветок-Свобода / Fleur de la Liberté (2013)